# 維達爾岩
維達爾岩（Vidal Rock），是南極洲的岩石，位於南設得蘭群島的格林尼治島，處於費雷爾角以西1.5公里，在1947年由智利探險隊命名，現時由南極條約體系管理。
62°30′S 59°43′W / 62.500°S 59.717°W